# Никола Брајант
Никола Џејн Брајант (енгл. Nicola Jane Bryant; Гилфорд, 11. октобар 1960) је британска глумица. Брајантова је најпознатија по улози Пери Браун у научно-фантастичној серији Доктор Ху.